# Фелікс Ерікссон
Фелікс Давид Вільям Ерікссон (швед. Felix David William Eriksson, нар. 21 травня 2004, Юнгбю, Швеція) — шведський футболіст, захисник клубу «Гетеборг».

## Ігрова кар'єра

### Клубна
Фелікс Ерікссон є вихованцем гетеборзького футболу. Займатися футболом він починав у футбольній школі клубу ГАІС, після чого перебрався до академії «Гетеборга».
Починаючи з 2022 року захисник почав тренуватися з першою командою клубу. У травні того року підписав з клубом перший професійний контракт. 5 вересня Ерікссон дебютував у матчах за основу, коли вийшов на заміну в поєдинку Аллсвенскан проти «М'єльбю».

### Збірна
З 2020 року Фелікс Ерікссон захищав кольори юнацьких збірних Швеції різних вікових категорій.